# Erisma bracteosum
Erisma bracteosum är en tvåhjärtbladig växtart som beskrevs av Adolpho Ducke. Erisma bracteosum ingår i släktet Erisma och familjen Vochysiaceae. Inga underarter finns listade i Catalogue of Life.